# Rönningesjön
Rönningesjön är en avlång insjö som ligger i Täby kommun mellan kommundelarna Rönninge by, Hägernäs, Viggbyholm, Gribbylund och Löttingelund, i närheten av Arninge. Sjön har en längd på 2,9 km, en yta på 0,62 km2 och ett maxdjup på 4,7 m. Dess höjd över havet är 7,7 m. Vid provfiske har abborre, braxen, gers och mört fångats i sjön.
Vid sjön finns badplatser i Gribbylund och i friluftsområdet Skavlöten. Markerna öster om sjön utgörs av ett naturreservat som hyser fornborgen Skansberget. Där finns också det museala lantbrukskulturella friluftscentret Rönninge by.
Vid Rönningesjöns 1,3 km långa utflöde mot Stora Värtan fanns under 1700-talet en vattenkvarn.

## Delavrinningsområde
Rönningesjön ingår i delavrinningsområde (659621-162998) som SMHI kallar för Utloppet av Rönningesjön. Medelhöjden är 22 meter över havet och ytan är 7,59 kvadratkilometer. Det finns inga avrinningsområden uppströms utan avrinningsområdet är högsta punkten. Avrinningsområdets utflöde mynnar i havet. Avrinningsområdet består mestadels av skog (29 procent) och jordbruk (11 procent). Avrinningsområdet har 0,62 kvadratkilometer vattenytor vilket ger det en sjöprocent på 7,5 procent. Bebyggelsen i området täcker en yta av 3,89 kvadratkilometer eller 47 procent av avrinningsområdet.